# Zseleznec
Zseleznec (macedónul: Железнец) település Észak-Macedóniában, a Pelagonijai körzet Demir Hiszar-i járásában.

## Népesség
| Lakosok száma | 385  | 398  | 311  | 215  | 133  | 93   | 86   | 57   | 16   |
|               | 1948 | 1953 | 1961 | 1971 | 1981 | 1991 | 1994 | 2002 | 2021 |

2002-ben 57 lakosa volt, akik mindannyian macedónok.